# Seznam postav v Grand Theft Auto: San Andreas
Toto je seznam postav ze hry Grand Theft Auto: San Andreas.

## Carl Johnson
Carl Johson „CJ“ je hlavní postava hry. Přilétá po pětiletém pobytu z Liberty City do Los Santos na pohřeb své matky. Tam se shledá se svým starším bratrem Seanem (Sweetem), sestrou Kendl a přáteli Ryderem a Big Smokem. Poté pomáhá Sweetovi s jeho gangem Groove Street Famillies, který byl téměř zničený. Za tohoto hlavního hrdinu celého příběhu budete muset projít ve hře spousty příběhovými a vedlejšími úkoly. Ať už to bude ve městech Los Santos, San Fierro nebo Las Venturas, nebo na venkově a Nevadské poušti. Carl bude poznávat nové a staré přátelé a nepřátelé. Také pátrá po vrazích své matky, mstí se a nezastaví se před ničím. Nakonec najde vrahy své matky a zabije je. Později zůstane v Los Santos se svým bratrem Sweetem, sestrou Kendl a jejich gangem.

## Melvin Harris
Melvin Harris „Big Smoke“ je zločinec. Melvin získal svou přezdívku „Big Smoke“ (Velký Kouř) kvůli tomu jak vypadá jeho postava. Melvin totiž trpí nadváhou a je Afroameričan. Je také navíc jedním z členů Green Grove Street famillies, což je zločinecký gang. Melvin je trochu podivínský a někdy má dobré, zajímavé a zvláštní nápady a kvůli tomu se mu někdy lidé posmívají. Jeho největší slabostí jsou však peníze. Za velkou částku je ochoten udělat cokoli a to se také potvrdí v průběhu hry. Melvin se zaplete s konkurenčním gangstarem The Ballas, zkorumpovanými policisty a nakonec se z něj stane velký dealer a distributor drog. I přes skutečnost, že ve hře byl vaším přítelem, se z něj později stane váš nepřítel a vy ho budete muset zabít v jeho sídle (mise: End of the Line)

## Sean Johnson
Sean Johnson „Sweet“ je starší bratr Carla Johnsona a také zřejmě vůdce gangu Grove Street famillies. Ve hře Carlu Johnsonovi dává najevo, že mu nemůže odpustit, že se od nich odpojil a odcestoval do Liberty City. Nemůže také zapomenout na tragickou nehodu, ve které zemřel nejmladší bratr a z jeho smrti obviňuje právě Carla. Dále je znepokojen tím, že jeho sestra Kendall je přítelkyně Cesara Vialpanda, vůdce gangu Varrios Los Aztecas. Ke gangu je velice loajální.

## Další postavy
- Sean Johnson alias Sweet
- Lance Wilson alias Ryder
- Kendall Johnson
- Madd Dog Bro
- Jeffery Wilson alias OG LOC
- Cesar Vialpando
- Jizzy B
- Wu Zi Mu (woozie)
- Zero
- Catalina (známá z Grand Theft Auto III)
- Claude Speed (známý z Grand Theft Auto III)
- Frank Tempenny
- Eddie Pulaski
- Jimmy Hernandez
- Brian Johnson
- Beverly Johnson
- Ran Fa Li
- Su Xi Mu alias Suzie
- Mike Toreno
- Jizzy B
- Maria Latore

## Gangy

### Los Santos

#### The Ballas
The Ballas je velice silný afroamerický gang, jsou hlavním nepřítelem gangu Groove Street famillies, za jehož spoluzakladatele a člena Carla Johnsona (ve hře CJ) hráč hraje. Na začátku hry tento gang ovládá největší území v Los Santos.
Všichni členové jsou na ulicích identifikovatelní díky fialovému oblečení, které je pro členy gangu typické. Jejich příjem pochází z praní špinavých peněz a prodeje drog. Peníze putují z velké části na nákup zbraní a podplácení policie. Jejich postup při přebírání vašich území lze od splnění určitých misí zastavit a zase jejich území přebrat k hráčovu gangu. Za každé přebrané území hráč dostává peníze, které je možné vybrat před domem Carla Johnsona v Grove street. Používají pistole ráže 9 mm a samopaly UZI. Po městě jezdí v autech Majestic a Tahoma.
Postupem příběhové linie se k tomuto gangu přidá řada členů Grove Street famillies. Centrum gangu a jeho výskytu je na východě Los Santos. Ovládají také velkou část území na jihozápadě a menší území na severozápadě Los Santos.

#### Grove Street Families
Gang Grove Street Families, je spíše upadající afroamerický gang, který byl založen Carlem Johnsonem (CJ), za kterého ve hře hráč hraje, a jeho bratrem Seanem Johnsonem v Los Santos. Ovládají menší území ve středu východní části Los Santos
Gang preferuje nenásilnou a spíše diplomatickou cestu a snaží se vyhýbat drogám. Postupem hry ale začne v gangu být problém s policií, drogami a postupným přechodem členů ke konkurenčnímu gangu Ballas. Každý gangster je ve hře odlišený pro gang typickým zeleným oblečením, což je základní poznávací znak od ostatních gangů ve hře. Jejich zbraně jsou pistole ráže 9 mm a TEC-9. Vozidla, která gang používá, jsou Woodoo, Savanna, Greenwood.
Ve hře je možné si ke své postavě Carla Johnsona vzít i pár členů tohoto gangu. Jejich počet (2–8) se odvíjí od množství respektu, který postava získá postupem ve hře, nebo například zabíjením členů znepřátelených gangů, či počtem peněz. Členy gangu je možné k sobě připojit až po splněné misi Los Sepulcros pro Sweeta. Tito členové gangu hráče chrání před policií a před znepřátelenými členy ostatních gangů.

#### Los Santos Vagos
Silný hispánský gang, jeden z vašich vedlejších nepřátel, který ovládá velké území převážně v nejvýchodnější části Los Santos a na severovýchodě. Nosí převážně tílka, černé nebo hnědé kalhoty, žluté šátky a mají často tetování. Během válek gangů i na ulici na vás občas zaútočí, nejsou sice tak agresivní jako Ballasové, ale nemají vás v lásce. Jezdí ve vozidlech Tornado a Oceanic. Používají pouze pistole 9 mm. Jejich úhlavními nepřáteli je gang Variors Los Aztecas. 
Tento gang se neštítí vydírání, prodeje drog ani zbraní. Ve hře můžete obsadit území tohoto gangu.

#### Varrios Los Aztecas
Spíše menší hispánský gang, jejichž členem je váš kamarád a přítel vaší sestry Cesar Vialpando. Ovládají menší území v jižní části Los Santos. Párkrát tomuto gangu pomůžete a pokud je neprovokujete, nechají vás být. Vydělávají hlavně prodejem zbraní a organizací nelegálních pouličních závodů a krádežemi aut, drogám se vyhýbají. 
Členové tohoto gangu nosí bílá nebo pruhované trička tyrkysové šátky. Používají pistole 9 mm a samopaly UZI. Vozidla používají Broadway, Herme a Glendale.
Ke gangu Grove Street Families mají neutrální vztah, takže se nepokoušejí dobýt vaše území, stejně tak vy nemůžete obsadit to jejich.

### San Fierro:

#### San Fierro Rifa
Tento hispánský gang ovládá území v jižní části San Fierra. Jsou známi svou rivalitou s gangem Varrios Los Aztecas i když se vyskytují v jiném městě. Díky prodeji drog se stanou spojenci gangu Los Santos Vagos. Vůdcem gangu je T-Bone Mendez.
Chodí podobně oblečení jako gang Varrios Los Aztecas - tyrkysové šátky, tmavé kalhoty, modrá trička s kšandy. Používají vozidla Sabre, Blade and Stallion. Používají pouze pistole 9 mm, díky čemuž nejsou moc nebezpeční a pokud je na ulici neprovokujete nejsou k vám agresivní.

#### San Fierrské Triády
Čínský gang ovládající čínskou čtvrť v severní části San Fierra. Jejich hlavní příjem je z hazardu a pouličních závodů a z ochrany čínské čtvrti. Jsou proti prodeji drog. Jejich rivalové jsou gang Da Nang Boys. Jeden z vůdců gangu je váš přítel a obchodní partner Wu Zi Mu. 
Členové gangu nosí tmavé obleky. Používají pistole 9 mm a automatické pušky AK47. Používají vozidla Stratum, Elegy and Sultan. Nejsou k vám nijak agresivní, pokud nepácháte zločiny v čínské čtvrti.

#### Da Nang Boys
Tento Vietnamský gang ovládá přístav ve východní části San Fierra a menší území na severu. Jejich nepřáteli jsou čínské Triády. Jejich hlavní příjem je z pašování lidí a zbraní.
Nosí černé nebo bílé trička a tmavé nebo béžové kalhoty. Používají pistole 9 mm a samopaly UZI. Používají vozidla Buccaneer, Tampa and Manana. Pokud je na ulici neprovokujete nejsou k vám agresivní.

### Las Venturas:

#### Sindacco Crime Family/Mafie
Není to klasický gang a na ulicích se nevyskytuje. Operuje převážně v Liberty City a kterou můžete znát z Grand Theft Auto: Liberty City Stories. Nosí černé nebo hnědé bundy. Modré košile a černá trička a jejich zbraně jsou Uzi, brokovnice, pistole, MP5 a AK-47. V Modech jezdí v autech Sentinel, Feltzer, Admiral. V klasické hře je můžete je potkat u Caligulova Kasína. Jejich donem je Johnathan „Johnny“ Sindacco, syn Paulieho Sindacca, jenž vede rodinu Sindacco v Liberty City.